# 싱클레어 브로드캐스트 그룹
싱클레어 브로드캐스트 그룹(Sinclair Broadcast Group)으로 사업을 하고 있는 싱클레어(Sinclair, Inc.)는 설립자인 줄리언 싱클레어 스미스(Julian Sinclair Smith)의 후손이 지배하는 상장된 미국 통신 대기업이다. 볼티모어 교외 메릴랜드주 코키스빌에 본사를 두고 있는 이 회사는 미국에서 방송국 수(넥스스타 미디어 그룹/Nexstar Media Group 다음으로) 두 번째로 큰 텔레비전 방송국 운영업체로, 전국 100개 이상의 시장에서 총 193개의 방송국을 소유 또는 운영하고 있다. (미국 가구의 40%를 차지) 폭스 방송, NBC, CBS, ABC, 마이네트워크TV 및 The CW 계열 방송국의 최대 소유자이다. 싱클레어는 또한 4개의 디지털 멀티캐스트 네트워크(Comet, Charge!, The Nest 및 TBD)와 스포츠 지향 케이블 네트워크(Stadium, Tennis Channel 및 Bally Sports Regional Networks)를 소유하고 있다. 2021년 6월 2일, 싱클레어가 2020년 연간 매출 59억 달러(2023년 68억 달러에 해당)를 달성하여 포춘 500대 기업이 되었다고 발표되었다.
미국정치과학리뷰(American Political Science Review)의 2019년 연구에 따르면 "싱클레어가 인수한 방송국은 지역 정치에 대한 보도를 줄이고, 전국적인 보도 범위를 늘리며, 동일한 시장에서 운영되는 다른 방송국에 비해 이념적 취재 범위를 보수적인 방향으로 이동한다"라는 사실이 밝혀졌다. 이 회사는 방송국에서 패키지 비디오 세그먼트를 방송하도록 요구하고 뉴스 앵커에게 주류 미디어에서 주장되는 "가짜 뉴스"에 대한 경고를 포함하여 친트럼프 사설 콘텐츠가 포함된 준비된 대본을 읽도록 요구한 것에 대해 언론인과 미디어 분석가로부터 비판을 받아왔다. CNN과 NBC를 통해 싱클레어 시청에 대한 지지를 트윗했다.